# Korncell
Korncell, granulecell eller stjärncell (engelska: stellate cell) är en sensorisk cell i hjärnbarken. Korncellens axon är korta, liksom dendriterna, och de når inte utanför de sensoriska cellagren (L II&IV).